# تور سن-گوبن
تور سن-گوبن (انگلیسی: Tour Saint-Gobain) ساختمان اداری ۴۴ طبقه، متعلق به شرکت سن-گوبن و مستقر در لا دفانس، کوربوآ، فرانسه است، که در سال ۲۰۱۹ احداث گردید.